# Circuit d'Oschersleben
El circuit d'Oschersleben, anomenat oficialment Motorsport Arena Oschersleben, és un circuit de curses de 3,696 km de longitud situat a Oschersleben (districte de Börde), a uns 30 km de Magdeburg, Alemanya. Inaugurat el 25 de juliol de 1997 amb el nom de Motopark Oschersleben, va ser el quart autòdrom permanent d'Alemanya després de Nürburgring, Hockenheimring i Sachsenring. Més tard s'hi va sumar l'EuroSpeedway Lausitz. Les instal·lacions d'Oschersleben inclouen un circuit de kàrting, un de rallycross i un hotel.
El circuit va ser la seu del Campionat d'Europa de Turismes de la FIA del 2001 al 2004 i del Campionat Mundial de Turismes del 2005 al 2011. També s'hi van disputar curses del Campionat FIA GT, el DTM, les Fórmula 3 Euroseries, l'Eurocopa de Fórmula Renault V6 i el Campionat del Món de Superbike.

## Traçat

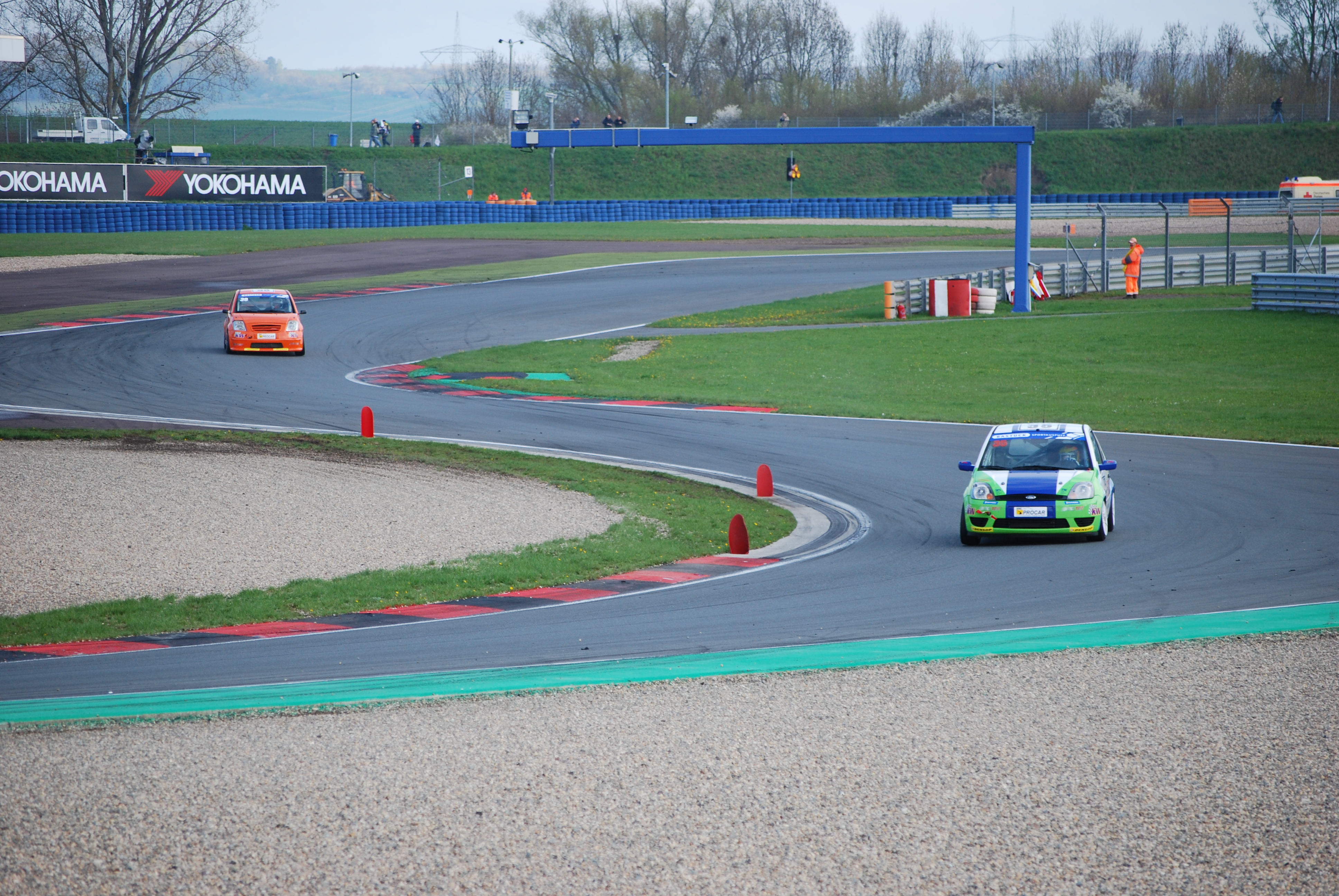
Cursa de l'ADAC Procar a Oschersleben el 2013

La pista té una amplada d'11-13 m i canvis d'elevació de 23 m. Els seus contorns força plans fan que sigui suau i ràpida, per la qual cosa conduir-hi a tota velocitat de forma sostinguda és complicat.
El primer revolt, modificat de la seva forma arrodonida original a un angle d'esquerra nítid de 90 graus, és una font freqüent d'accidents amb diversos cotxes implicats, especialment a la primera volta. El comentarista John Cleland va declarar en una ocasió: «Al paio que va dissenyar aquest primer revolt l'haurien de portar a una cambra fosca i pegar-li al cap» (The guy who designed this first corner should be taken into a dark room and beat about the head). Hi ha molts revolts clau per a aconseguir una volta ràpida. El final de la recta d'arribada és el punt més ràpid del circuit. La xicana McDonald's permet diferents línies de traçada, tot i que una d'agressiva pot portar a la retirada amb la suspensió trencada.